# 667A型核潜艇
扬基级（英語：Yankee class）核潜艇是627系列型号苏联第二代核动力弹道导弹潜艇的北約代號，此級潛艇包括了667A型「宽突鳕」(俄語：навага, 扬基I级）、667AУ型「江鳕」（俄語：Налим, 扬基I级改进型）、667AM型「宽突鳕-M」（扬基II级）。由红宝石设计局设计，项目首席设计师Н. Ковалёв. 该级中24艘由北德文斯克造船厂建造，划归北方舰队，还有10艘由列宁共青团造船厂建造，归太平洋舰队。该级的北约代号“扬基”为北约音标字母Y的读音，在英文俚語中也意指「美国佬」，因为该级外形颇像美国潜艇乔治·华盛顿级。该级潛艇自1968年服役，是苏联第一种携带16枚弹道导弹能与美国的战略潜艇导弹装载量媲美的级别。由于消音装置技术的提升使得扬基级H级更为安静，但仍比当时北约的潜艇噪声要大。一般派出3艘弹道导弹潜艇在百慕大以东海域战斗值班巡逻。北约将扬基级分为3个大类：扬基I级，扬基缺口型和扬基II级。
扬基级刚服役时被苏联海军分类为战斗舰艇六个等级中最大的“巡洋潜艇”，1982年6月调整分类为第二大的“大型潜艇”。

## 研制背景
古巴导弹危机时，苏联由于核动力潜艇的不稳定和技术不过关造成只能调集常规潜艇前往支援。而这深深刺激了当时的苏联政府。在扬基级尚未服役之前，苏俄的H级和G级所有潜艇所携带的弹道导弹全部才27枚，其中一些还必须在水面上发射。而仅仅1962年，美国所有战略潜艇所带弹道导弹总共达到约300枚。以上种种情况使得扬基级的研究建造提到了当时潜艇研究建造序列的第一位上。1962年扬基级正式开始研究，首舰K-137艇于1964年11月在北德文斯克开始建造，1967年11月交艇，1968年入役，所有扬基级潜艇中只有这一艘是在耐压艇体上没有安装消声瓦的。阿穆尔造船厂建造的第一艘扬基级K-339艇是于1968年2月开工，1969年12月交艇。扬基I级最后一艇于1974年12月25日交艇，全部34艘潜艇仅用了10年就建造完毕。在北德文斯克建造的K-408和K-415艇分别于1971年3月27日、1972年4月8日转隶太平洋舰队，转场航行时一直未露出水面。1971年3月B·H·切尔纳文海军少将（后升为海军上将并接替戈尔什科夫成为海军司令）领导K-408艇前往美国海岸附近巡航，此后大量次的扬基级潜艇进入了美国附近的百慕大海区，并且至少三艘扬基级潜艇与美国潜艇发生了大大小小的相撞事故。

## 扬基I级

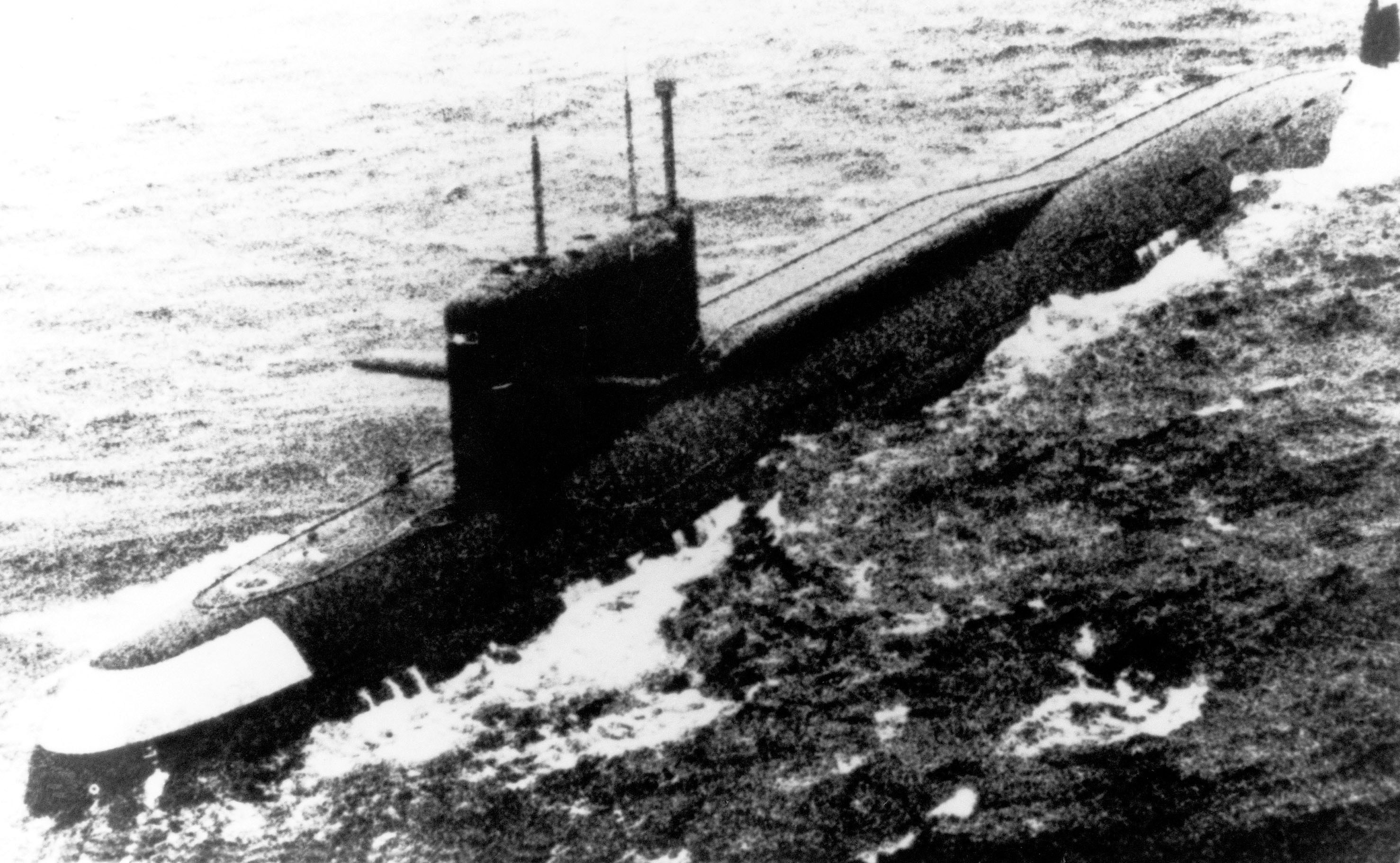
航行中的扬基I级潜艇

扬基I级（Yankee I，苏联型号：667А，667АУ “宽突鳕”（俄語：навага）是当时苏联第一种能够携带多于10发弹道导弹的核潜艇，该级能够携带16发，与美国当时的战略潜艇相同。还是苏联第一种在压力壳内部而不是在指挥塔围壳中部署弹道导弹的潜艇。扬基I级装备R-27zyb/SS-N-6塞尔维亚型潜射液体燃料弹道导弹（朝鲜的舞水端导弹的抄袭模本），射程2400公里，百万吨级当量单弹头。扬基级的外形与美国乔治·华盛顿级很相像但内部结构却相差甚远。与其他苏联潜艇一样，扬基级采用双壳体结构，大储备浮力。耐压艇体直径约9.4米。这个直径从扬基I级一直沿用到德尔塔III级，直到德尔塔IV级才稍微增大一些。扬基级系列开始使用指挥围壳舵，取消了首水平舵。这种围壳舵使得潜艇可以在无倾斜的情况下改变下潜深度从而简化了潜艇深度控制操作，有利于发射导弹。
扬基级的导航系统由「Sigma-667」升级为「Tobol-667A」(К-26, 32, 207, 216四艇除外)，通信系统在1970年后为「Molniya」，1974年后升级为「Molniya-L」。
扬基级的一些未实现的型号计划：
- 项目667：装备Д-4弹道导弹发射系统，发射R-21导弹;
- 项目667AN：把K-418改装为水下物理实验室
- 项目667V：换装Д-5K弹道导弹发射系统，发射R-27K导弹;
- 项目667MV
- 项目667M3
- 项目667SP

### 性能诸元
- 长度：128.0 m
- 宽度：11.7 m
- 吃水：7.8 m
- 排水量：水上7,760吨，水下10,020吨
- 下潜深度：正常320米，最大400米
- 水面航速：15节
- 水下航速：28 节
- 艇员：114人（34名军官）
- 舱室：10
- 动力：2座BM-2-4压水堆 2x90MW、2套OK-700蒸汽发生器、2套ТЗА-635蒸汽涡轮机；
- 自持力70天，无限航程
- 武备：
  - 舯部16部Д-5液体燃料弹道导弹发射系统，16枚R-27(4K10)导弹。
  - 艏部4具533毫米鱼雷发射筒，备弹16枚53-65К或СЭТ-65鱼雷，其中2枚核鱼雷
  - 艏部2具400毫米鱼雷发射筒，备弹4枚СЭТ-73鱼雷
- 电子系统：
  - 雷达系统RLK-101 「Albatros」
  - ESM雷达系统MRP-10M 「Zaliv-P」
  - 「Khrom-K」敌我识别系统
  - 声纳系统MGK-100 「Kerch」
  - 声速水声测量仪MG-43 「Gorizont」
  - 战斗信息控制系统「Tucha」
  - 导航系统「Sigma-667」 (从K-156以后为「Tobol-667A」)
  - 卫星通信系统「Ciklon」 (1972年以后)

## 667АУ「江鳕」型
667АУ「江鳕」(俄語：Налим)型，是把667A原型的单弹头百万吨级当量的SS-N-6弹道导弹换为改型的SS-N-6 mod 2(苏联型号Р-27У)三枚20万吨当量集束式再入子弹头弹道导弹，射程也从2400公里增加到3000公里。相应的整套发射系统为Д-5у. 惯性导航系统升级为 「Тобол」型号. 1971年6月10日苏联政府批准该型号项目研制启动，1972年12月，苏联海军潜艇第19支队收到667АУ型首艇К-228号，随后到1973年8月在K-228上做了20次发射试验均取得成功，1973年12月11日正式签署接收K-228入役证书，1974年1月4日Д-5у系统投入战斗值班。北约仍把这一重大改型统称为扬基I级。
该型号共有14艘，其中4艘为建造下水时已经为667АУ型（K-446、451、436、430），10艘为667A型潜艇升级改装。在星造船厂改装了K-137、K-214、K-241、K-245、K-444共五艘；远东的Vilyuchinsk SRZ-49工厂改装了K-258号潜艇。K-26、K-219、K-252、K-228、K-241也是由667A型升级。

## 扬基II级

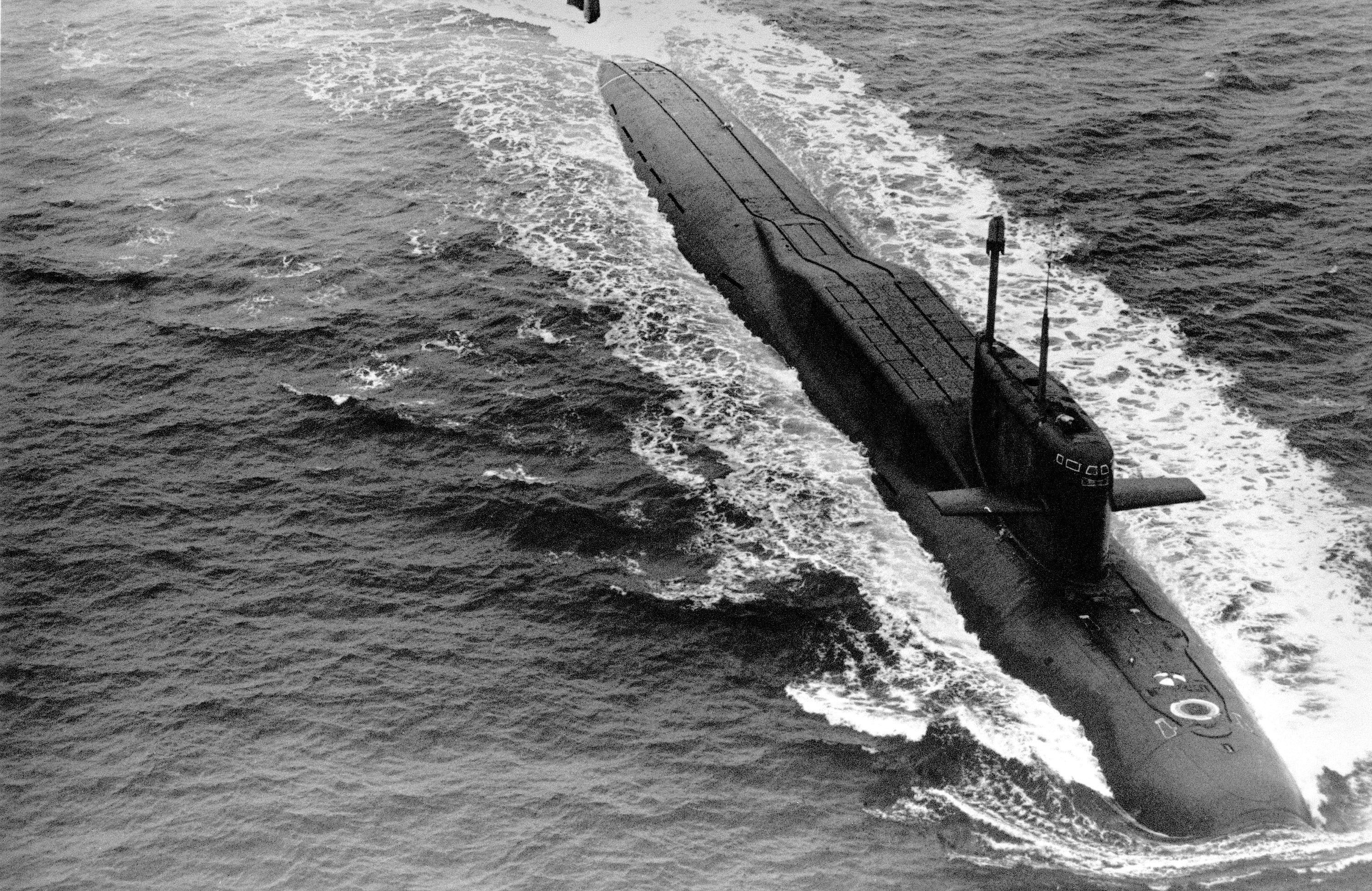
航行中的扬基II级K-140艇

扬基II级（667AM 「宽突鳕-M」）是基于扬基I级的改装型号，用于测试验证SS-N-17固体弹道导弹。只有一艘扬基I级潜艇K-140改为了扬基II级, 换装了SS-N-17固体燃料弹道导弹，这也是苏联第一种固体燃料潜射弹道导弹。K-140艇于1972年11月4日在北德文斯克造船厂开始改装，1976年9月4日开始出厂验收测试，1976年12月26日在白海坎达拉克沙湾50米水下以5节航速发射SS-N-17导弹，这是苏联第一次潜射固体导弹试验。1977年共发射7次，仅有一次成功。1978年发射六次，大多数都取得成功。1979年9月通过国家考试，包括从新地岛试验站向堪察加发射两枚导弹全程打靶。扬基II级发射时不必向发射筒内注水，所以潜艇也能在水面发射导弹。由于导弹比SS-N-6更重，因此改装后的扬基II级只有12部弹道导弹发射管，水面排水量8800吨，水下排水量9684吨。受美苏第一阶段削减战略武器条约影响，K-140艇于1990年4月19日除役并在北德文斯克予以长期封存。1997年－1998年拆解。另有一种说法是K-140艇于21.06.1977-2.02.1978改装为667AM.

## 扬基缺口型

667AT型

667AT型“梨”（俄語：Груша)巡航导弹核潜艇，北约称之为“扬基 缺口”级（英語：Yankee Notch)。由扬基I级改装而成。首次露面于1983年。星造船厂改装了四艘：K-26, K-253, K-395, K-423；太平洋舰队的恒星造船厂改装了三艘：K-408, K-236(未完成), K-399(未完成)。舯部的弹道导弹发射舱室被整体切割下来，换成了装有8个533毫米的鱼雷发射管用于发射巡航导弹的舱室并在艇身出现“缺口”。改装后的扬基缺口型可以携带32-40枚射程达2500公里的SS-N-21型战略巡航导弹或额外的鱼雷。 还换装了先进导航系统Тобол-667АТ。这些缺口型潜艇的战斗任务从战略核打击变为了核常兼备的战役战术角色。扬基缺口型由于携带的是巡航导弹而不被美苏限制战略武器条例所限制。改装后艇身长度增加12米到141.5米，水下排水量也增大到了9684吨。这次核潜艇改型是在美苏第二轮限制战略武器谈判于1979年签署协定，双方各种类型的战略武器发射载具限制在2,250个（不限制巡航导弹）。苏联要把有限的弹道导弹核潜艇的名额留给新锐的德尔塔级，又不愿轻易报废扬基级核潜艇，因此就有了种种改型改任务的努力。装备了6枚防空导弹「Strela-2M」, 艏部6部533毫米鱼雷发射管, 携带14枚鱼雷(USET-80, SET-65, SAET-60M, 53-65M, URPK-6 「Vodopad-PL」 (83R, 84R)), 原来的2部400毫米鱼雷发射管被撤除。航速水面15.3节，水下25节；增加两部涡轮发电机2x3000 kW, 定员115人(34名军官), 声纳系统MGK-400「Rubikon」, 探雷声纳MG-519 「Arfa」, 水声测速仪MG-553「Shkert」, 本舰空泡检测仪MG-512 「Vint」, 战斗信息控制系统MVU-132AT 「Omnibus-AT」, n导航系统「Tobol-AT」, 通信系统「Molniya-LM1」

## 扬基挎斗车

667M型

667M型“仙女座”巡航导弹核潜艇，北约称为“扬基挎斗车”(英語：Yankee sidecar)， 只有一艘K-420号。携带12枚SS-NX-24核战斗部巡航导弹. SS-NX-24是一种试验型号，具有3马赫高超音速突防、射程5000公里，携带2枚核弹头。发射系统为「陨石-M」. 1976年12月9日苏联部长会议决定开展海基潜射超音速巡航导弹项目，1979年9月25日在北德文斯克造船厂开始改装K-420号潜艇，切除舯部的弹道导弹舱室，在耐压舱与非耐压舱之间两侧各布置6具发射管。1983年12月26日在巴伦支海首次发射。1984年进行了21次发射。1990年2月17日出厂。1994年5月7日退役。改型后的排水量水面10,500吨,水下13,650吨；长152米，宽14.7米，吃水8.7米; 航速水面15节，水下25节; 定员112人(45名军官), 雷达系统MRK-50「Kaskad」, 敌我识别系统「Khrom-KM」, 声纳系统MGK-400「Rubikon」, 探雷声纳MG-519「Arfa」, 水声测速仪MG-553 「Shkert」, 本舰气泡检测仪MG-512 「Vint」, 回声探测器EW MG-518 「Sever」, 导航系统「Tobol-AT」, 通信系统「Molniya-LM1」。

## 扬基加长级

667АН侧面轮廓

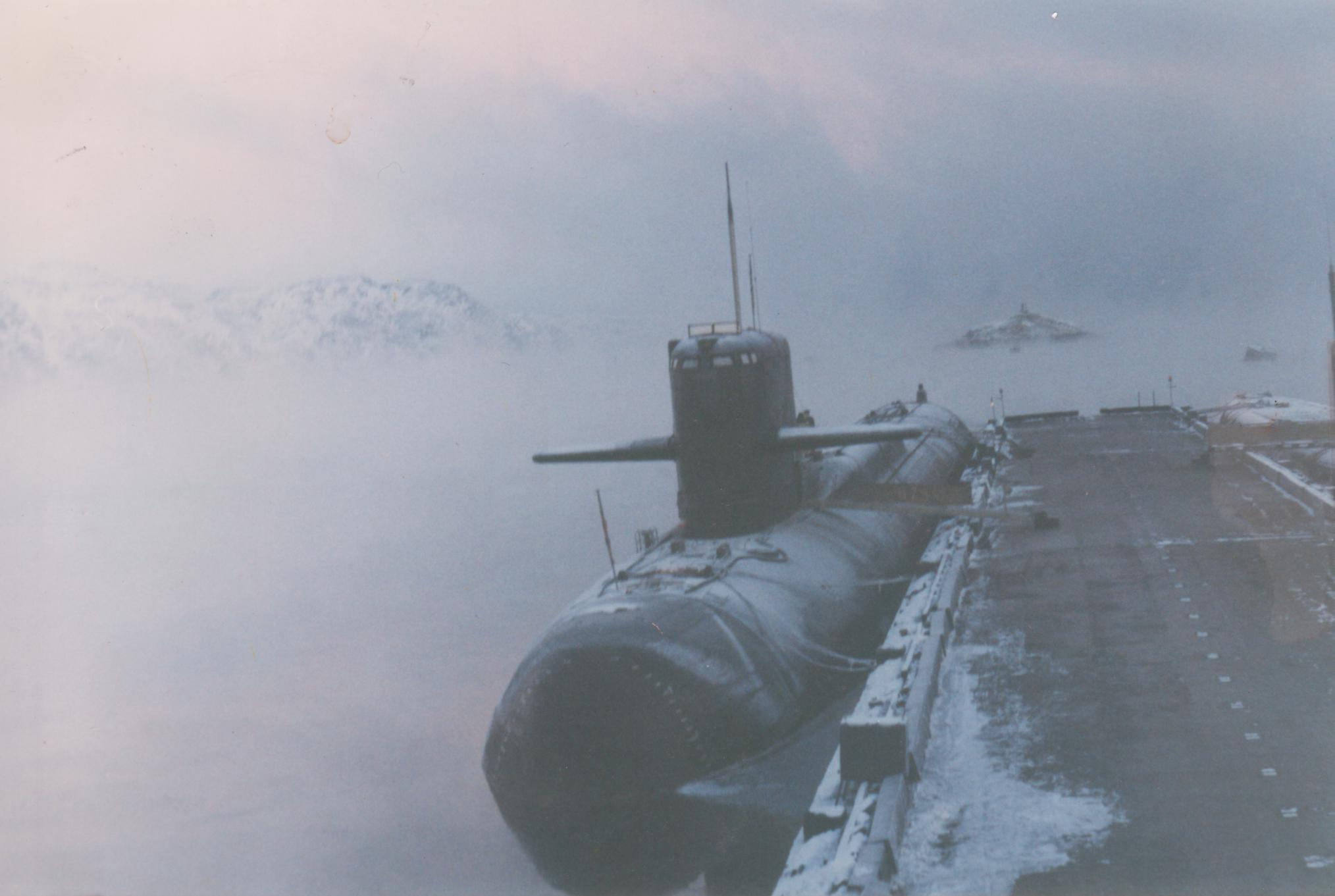
К-411 「奥伦堡号」. 2000年停在港湾

特种核潜艇09774(667AH)型，北约称扬基加长级（英語：Yankee Stretch）。也是受美苏第二轮限制战略武器谈判影响而减少扬基级弹道导弹核潜艇而立项。该型只有一艘，由扬基I级弹道导弹潜艇K-411号于1983年10月20日进入星造船厂改装，1990年12月30日下水，1991年入役。排水量水面9408吨，水下10950吨；长162.5米，宽11.7米，吃水8.3米；去除了所有武器；航速水面13,2节，水下21,9节；装2台柴油发电机各500kW；定员106人 (42名军官)；声纳系统为MGK-300「Rubin」, 探雷声纳为MG-509 「Radian」. 它是Paltus级微型潜艇的母舰, 用于大洋调查研究、搜救、水下情报搜集等。1998年9月8日授予艇名“奥伦堡”。2009年1月17日进入星造船厂拆解。

## 扬基-吊舱级

667АК 「轴突-1」

特种核潜艇667AK 09774型"轴突-1"（潜艇拖曳声纳线阵的外形很像神经细胞的轴突），北约命名为“扬基-吊舱”级(英語：Yankee Pod)或“扬基SSAN”（意为:辅助型核潜艇). 只有一艘，为从扬基I级改型的K-403号, 1979年进入星造船厂开始改装，排水量水面8675吨/水下9190吨，尺寸为151.8x11.7x7.9米, 去除所有武器, 航速水面16.5节水下27节, 定员120人(57名军官), 自持力100天. 安装测试为苏联第三代阿库拉级核潜艇设计的声纳系统，包括声纳系统MGK-500「Skat」, 探雷声纳MG-509「Radian」, 导航系统「Medvedica」, 通信系统「Molniya-LM」。1983年出厂开始海试。

09780型 「轴突-2」

1985年，红宝石设计局开始着手试验第四代核潜艇的声纳系统的667А 09780型“轴突-2”项目. 1987年8月6日，扬基I级K-415号开始在滨海边疆区大卡缅的恒星造船厂改装。1988年由于经费削减，决定在“轴突-1”项目结束后继续利用K-403号潜艇执行“轴突-2”项目，K-415号潜艇的改装中止。1991年-1995年10月23日，K-403在星造船厂改装，安装了声纳系统「Irtysh-Amfora」, 导航系统「Simfoniya」，1996-2000年，执行声纳系统海试。1997年7月30日命名为“喀山号”。2005年12月9日该艇退役。

## 潜艇列表
| #     | 型号               | 造船厂           | 开工       | 下水       | 服役       | 改型                      | 结局                        |
| ----- | ------------------ | ---------------- | ---------- | ---------- | ---------- | ------------------------- | --------------------------- |
| K-137 | 667A, 667AУ        | 北德文斯克造船厂 | 4/11/1964  | 11/9/1966  | 6/11/1967  | 6.01.1984-18.09.1985      | 3/4/1994退役，拆解          |
| K-140 | 667A, 667AM        | 北德文斯克造船厂 | 19/9/1965  | 23/8/1967  | 30/12/1967 | 4/11/1972-4/9/1976        | 9/4/1990退役，拆解          |
| K-26  | 667A, 667AУ, 667AT | 北德文斯克造船厂 | 30/9/1965  | 23/12/1967 | 3/9/1968   | 13.11.1983-1985           | 17/7/1988退役，拆解         |
| K-32  | 667A               | 北德文斯克造船厂 | 25/2/1966  | 25/4/1968  | 26/10/1968 | 无                        | 19/4/1990退役，拆解         |
| K-216 | 667A               | 北德文斯克造船厂 | 6/6/1966   | 6/8/1968   | 27/12/1968 | 无                        | 17/7/1985退役，拆解         |
| K-207 | 667A               | 北德文斯克造船厂 | 4/9/1966   | 20/9/1968  | 30/5/1968  | 无                        | 30/5/1989退役，拆解         |
| K-210 | 667A               | 北德文斯克造船厂 | 16/12/1966 | 29/12/1968 | 6/8/1969   | 无                        | 17/7/1988退役，拆解         |
| K-249 | 667A               | 北德文斯克造船厂 | 18/3/1967  | 30/3/1969  | 27/9/1969  | 无                        | 17/7/1988退役，拆解         |
| K-253 | 667A, 667AT        | 北德文斯克造船厂 | 26/6/1967  | 5/6/1969   | 28/11/1969 | 17/5/1984-20/12/1985      | 1/9/1994退役，2004年拆解    |
| K-395 | 667A, 667AT        | 北德文斯克造船厂 | 8/9/1967   | 28/7/1969  | 5/12/1969  | 24/6/1988-30/12/1991      | 1/9/2002退役拆解            |
| K-399 | 667A               | 列宁共青团造船厂 | 23/2/1968  | 23/6/1969  | 24/12/1969 | 18/1/1982升级667AT未完成  | 19/4/1990退役，拆解         |
| K-408 | 667A, 667AT        | 北德文斯克造船厂 | 20/1/1968  | 10/9/1969  | 25/12/1969 | 8.07.1983-10.05.1984      | 17/7/1988退役，拆解         |
| K-411 | 667A, 667AH        | 北德文斯克造船厂 | 25/5/1968  | 16/1/1970  | 31/8/1970  | 10/1983-12/1990           | 2004年退役，2009年拆解      |
| K-418 | 667A               | 北德文斯克造船厂 | 29/6/1968  | 14/3/1970  | 22/9/1970  | 无                        | 17/3/1989退役，拆解         |
| K-420 | 667A, 667M         | 北德文斯克造船厂 | 12/10/1968 | 25/4/1970  | 29/10/1970 | 1979-1990                 | 7/5/1994退役拆解            |
| K-423 | 667A, 667AT        | 北德文斯克造船厂 | 13/1/1969  | 7/4/1970   | 13/11/1970 | 16.10.1978-27.12.1987     | 7/5/1994退役，拆解          |
| K-434 | 667A               | 列宁共青团造船厂 | 23/2/1969  | 29/5/1970  | 30/11/1970 | 无                        | 17/3/1989退役，拆解         |
| K-426 | 667A               | 北德文斯克造船厂 | 17/4/1969  | 28/8/1970  | 22/12/1970 | 无                        | 19/4/1990退役，拆解         |
| K-236 | 667A               | 列宁共青团造船厂 | 6/11/1969  | 4/8/1970   | 27/12/1970 | 23/11/1979升级667AT未完成 | 1/9/1990退役，拆解          |
| K-415 | 667A               | 北德文斯克造船厂 | 4/7/1969   | 26/9/1970  | 30/12/1970 | 无                        | 6/8/1987退役，拆解          |
| K-403 | 667A, 667AK, 09780 | 北德文斯克造船厂 | 18/8/1969  | 25/3/1971  | 12/8/1971  | 1979-1983, 1991-1995      | 12/1/2004年退役，2009年拆解 |
| K-389 | 667A               | 列宁共青团造船厂 | 26/7/1970  | 27/6/1971  | 25/11/1971 | 无                        | 19/4/1990退役，拆解         |
| K-245 | 667A, 667AУ        | 北德文斯克造船厂 | 16/10/1969 | 9/8/1971   | 16/12/1971 | 1976-1977                 | 14/3/1992退役，拆解         |
| K-219 | 667A, 667AУ        | 北德文斯克造船厂 | 28/5/1970  | 8/10/1971  | 31/12/1971 | 1975                      | 3/10/1986失火沉没           |
| K-252 | 667A, 667AУ        | 列宁共青团造船厂 | 25/12/1970 | 12/9/1971  | 31/12/1971 | -                         | 17/3/1989退役，拆解         |
| K-214 | 667A, 667AУ        | 北德文斯克造船厂 | 19/2/1970  | 1/9/1971   | 8/2/1972   | 26.04.1979-14.08.1980     | 24/6/1991退役，拆解         |
| K-228 | 667A, 667AУ        | 北德文斯克造船厂 | 4/9/1970   | 3/5/1972   | 30/9/1972  | -                         | 3/9/1994退役，拆解          |
| K-258 | 667A, 667AУ        | 列宁共青团造船厂 | 30/3/1971  | 26/5/1972  | 30/9/1972  | 1974-1975                 | 16/6/1991退役，拆解         |
| K-241 | 667A, 667AУ        | 北德文斯克造船厂 | 24/12/1970 | 9/6/1972   | 23/12/1972 | 23.04.1984-27.08.1984     | 16/6/1992退役，拆解         |
| K-444 | 667A, 667AУ        | 北德文斯克造船厂 | 8/4/1971   | 1/8/1972   | 23/12/1972 | 15.09.1982-14.03.1992     | 30/9/1994退役，拆解         |
| K-446 | 667AУ              | 列宁共青团造船厂 | 7/11/1971  | 8/8/1972   | 22/1/1973  | 无                        | 17/3/1993退役，拆解         |
| K-451 | 667AУ              | 北德文斯克造船厂 | 23/2/1972  | 29/4/1973  | 7/9/1971   | 无                        | 16/6/1991退役，拆解         |
| K-436 | 667AУ              | 列宁共青团造船厂 | 7/11/1972  | 25/7/1973  | 5/12/1973  | 无                        | 14/3/1992退役，拆解         |
| K-430 | 667AУ              | 列宁共青团造船厂 | 27/7/1973  | 28/7/1974  | 25/12/1974 | 无                        | 12/1/1995退役，拆解         |

## 事故

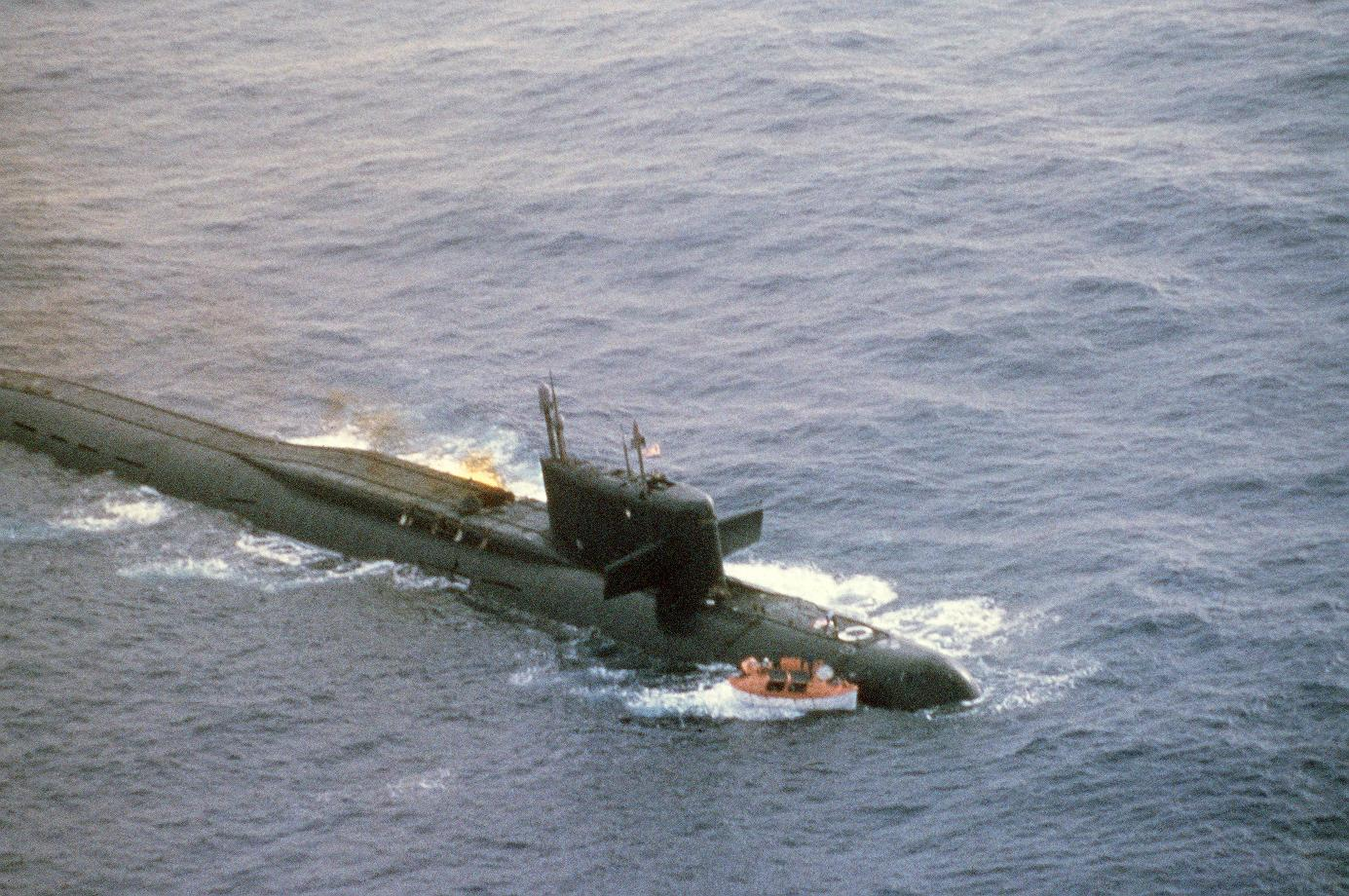
发生事故的K-219艇，发生爆炸的导弹筒位于第3排

- 1968年，K-140艇发生非控制启堆事故，由于控制线路接线错误造成应当插入反应堆的控制棒反而向反方向伸出，造成反应堆快速进入临界状态，一回路压力达到0.8兆帕，由于优良的反应堆材料和焊接工艺才保证了一回路的密闭。后来反应堆的安全停堆系统自动停堆才化险为夷。
- 1986年10月3日凌晨5点左右，K-219艇在百慕大群岛东600海里位置发生了导弹燃料泄漏事件，从弹体中溢出的硝酸，开始腐蚀它能浸泡到的一切，首先是导弹弹体，接着使导弹舱也失去了密闭性。氧化剂和燃料混合发生了爆炸，导弹舱很快就传出了剧烈爆炸声，导弹舱舱盖被掀开，导弹战斗部被炸出了舱外，爆炸造成导弹燃料有毒氧化剂泄露，尽管舱壁已经密封，但致命危险气体还是通过管道干线向各个舱室弥漫，个别地方有害气体污染程度达到了最大正常值的3000倍，导弹战位长亚历山大·彼得拉奇科夫少校和隔壁军官餐厅的两名列兵当场身亡。由于艇体焊接得非常坚固，加上爆炸产生的大部分能量都通过导弹发射井顶端向上散发，从而避免了艇员和潜艇的瞬间死亡。艇长布里坦诺夫中校在危机局势下表现出了高超的指挥应对能力。[6]然後，发射筒内的海水进入艇体，爆炸2分钟后潜艇急忙浮上了水面。导弹舱在熊熊燃烧，它的旁边就是反应堆，情况仍然十分危急。随后上浮时反应堆由于艇体内的海水引发短路从而无法停堆，遥控装置已全部失灵，防止核灾难的惟一办法是派人手动关闭核反应堆。导弹舱爆炸后，破损变形的舱门把艇上的乘员分成了两部分，一部分被隔离在艇首舱，另一部分被阻挡在艇身后部的配餐舱，两部分乘员已无法自由往来。最后艇员只有尼古拉·别利科夫上尉和列兵谢尔盖·普列米宁能够手动操作制止反应堆。中央指挥台上死亡般的寂静，所有人都在等待第7隔舱的报告。他们穿上防护服进入反应堆舱。进入反应堆舱用手动方式驱动控制棒停堆。此时，反应堆舱局势更加复杂，温度已上升到摄氏80度，压力明显增强，通常情况下，拧松一个反应堆格栅只需20秒，现在至少要耗费1个半小时。水兵谢尔盖·普列米宁在反应堆内阵亡。潜艇仍然在燃烧，酸性物质以每小时一毫米的速度快速地腐蚀着坚固的艇体，其他舱也开始进水，潜艇在慢慢地下沉。艇上装备着16枚弹道导弹、2个反应堆。此外，在第一个隔舱内还有大量鱼雷。对于这种具有巨大危险性的潜艇，只有装备精良高度专业化的救援队伍才能实施紧急救援行动。出于众所周知的原因，苏联水兵们最终拒绝了美国人的援助。[7]10月6日11点03分，潜艇沉没在大洋深处。